# Milichus rhodesianus
Milichus rhodesianus là một loài bọ cánh cứng trong họ Bọ hung (Scarabaeidae).